# تقنية الإقناع

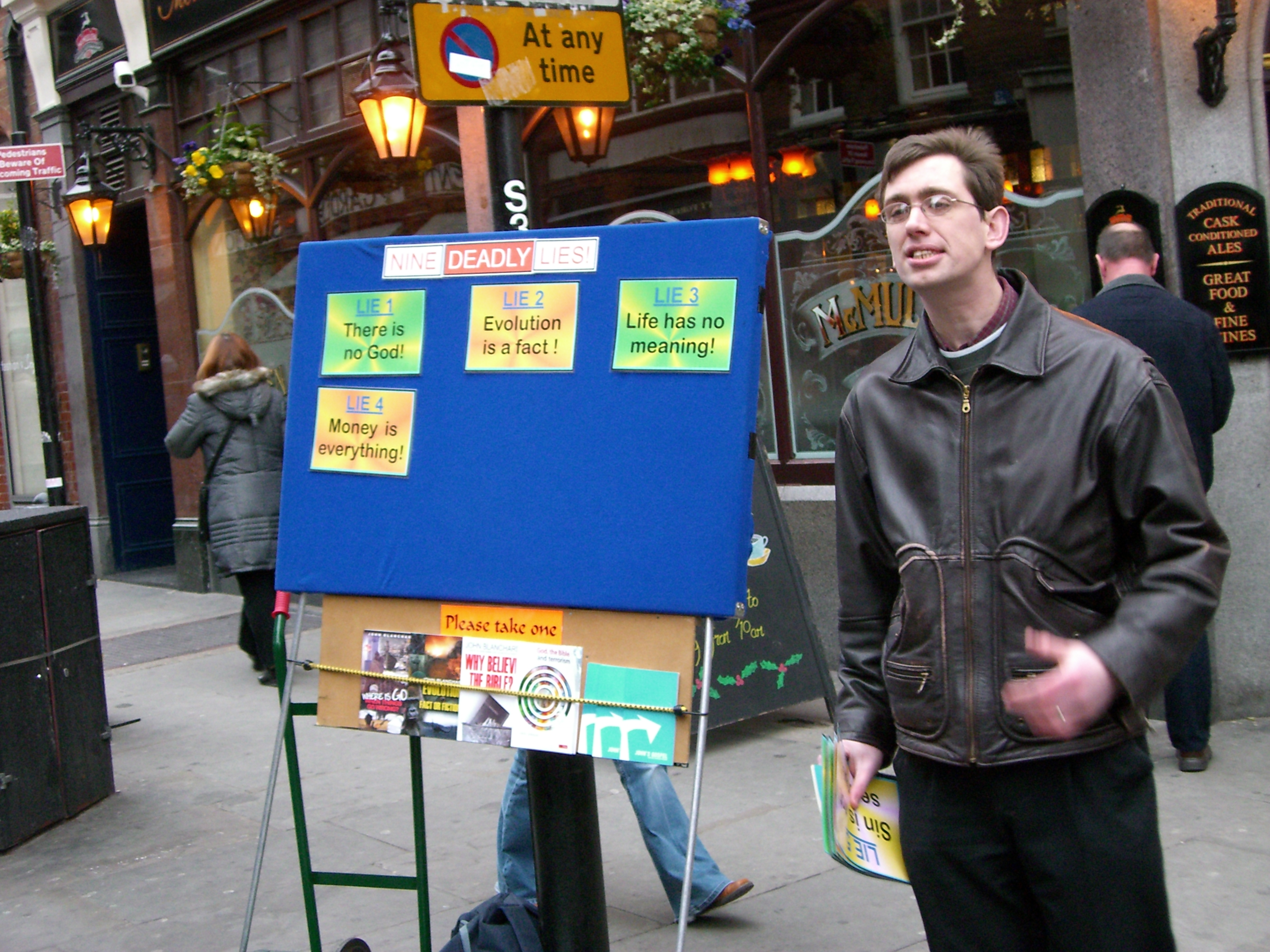

تقنية الإقناع تُعرف على نطاق واسع بأنها التقنية التي تهدف إلى تغيير المواقف أو السلوكيات من خلال الإقناع والتأثير الاجتماعي، ولكن ليس عن طريق الإكراه. حيث تستخدم هذه التقنية بشكل منتظم في أمور المبيعات والدبلوماسية والسياسة والدين والتدريب العسكري والصحة العامة والإدارة، وربما يتم استخدامها بأي مجال تفاعلي بين الإنسان والإنسان . وكثير من بحوث تقنية الإقناع يتم إعدادها بشكل شخصي تُركز التقنيات الحاسوبية والتفاعلية ويشمل ذلك الكمبيوتر المكتبي وخدمات إنترنت وألعاب الفيديو والأجهزة النقالة،  ولكنها تندمج وتُبنى على نتائج ونظريات وأساليب علم النفس التجريبي والبلاغة وتعامل الإنسان مع الناس ،كما توجد برامج التفاعل بين الإنسان والحاسوب. وقد يُرى تصميم تقنيات الإقناع على أنه حالة خاصة من التصميم ذو غاية.

## تصنيفاتها

### الثلاثي الوظيفي
يمكن تصنيف تقنيات الإقناع وفق أدوارها الوظيفية. يقترح بي. جيه. فوغ الثلاثي الوظيفي كتصنيف لثلاثة «أساليب أساسية ينظر أو يستجيب بها الناس إلى تقنيات الحوسبة»: يمكن لتقنيات الإقناع أن تعمل كأدوات، أو وسائل إعلام أو جهات فاعلة إجتماعية – أو أن تلعب أكثر من دور في الوقت نفسه.
- باعتبارها أدوات، يمكن للتقنيات زيادة قدرة الناس على أداء سلوك مستهدف ما عبر تسهيله أو عبر إعادة تشكيله.[5] على سبيل المثال، يمكن لمعالج التثبيت التأثير على عملية إنهاء المهمة – بما يشمل إتمام مهمات غير مخطط لها من قبل المستخدم (كتثبيت برمجيات إضافية).
- كوسائل إعلام، يمكن للتقنيات التفاعلية استخدام كلا التفاعلية والقصة لخلق تجارب مقنعة تدعم تمرينًا على سلوك ما، أو تعاطفًا، أو استكشاف علاقات سببية.[5] مثلًا، تمثل تجارب المحاكاة والألعاب قواعدًا وإجراءات تعبر عن وجهة نظر ويمكنها قولبة السلوك والإقناع؛ وتستخدم هذه الحالات البلاغة الإجرائية.
- قد تعمل التقنيات كجهات فاعلة اجتماعية أيضًا.[6] «ما يفتح الباب أمام الحواسيب لتطبيق ... تأثير اجتماعي».[5] يمكن للتقنيات التفاعلية تلقين استجابات اجتماعية، على سبيل المثال، عبر استخدامها للغة، أو توليها أدوارًا اجتماعيةً ثابتة، أو عبر حضورها الفيزيائي. مثلًا، يمكن للحواسيب استخدام عملاء محادثة متجسدين كجزء من واجهة المستخدم الخاصة بها. أو يمكن لحاسوب مساعد أو كاشف حمل المستخدمين على رد الجميل دون تفكير.[6] يشير فوغ قائلًا «يبدو أن المستخدمين يستجيبون للحواسيب باعتبارها جهات فاعلة اجتماعية عندما تعتمد التقنيات الحاسوبية خواص حيّة (مزايا فيزيائية، مشاعر، تواصل صوتي)، أو تلعب أدوارًا حيّة (مدرب، حيوان أليف، مساعد، خصم)، أو تمتثل لقواعد أو ديناميات اجتماعية (تحيات، اعتذارات، تناوب أدوار).»[7]

### التفاعل المباشر مقابل الوساطة
يمكن تصنيف تقنيات الإقناع أيضًا حسبما إذا كانت تغير التوجه والسلوكيات عبر التفاعل المباشر أم عبر دور وسيط: أي هل تقوم بالإقناع باستخدام تفاعل إنسان لحاسوب (إتش سي آي) أم عبر تواصل يكون الحاسوب فيه وسيطًا (سي إم سي)؟ الأمثلة التي ذُكرت أصلًا تندرج ضمن الحالة الأولى، لكن هناك الكثير من الأخيرة. يمكن لتقنيات التواصل الإقناع أو تضخيم إقناع الآخرين عبر تحوير التفاعل الإجتماعي، مقدمة تغذية ارتجاعية مشتركة حول التفاعل، أو إعادة هيكلة عمليات التواصل.

### تصميم الإقناع
إن تصميم الإقناع هو تصميم الرسائل عبر تحليلها وتقييم محتواها، باستخدام وسائل ونظريات البحث النفسانية الثابتة. يجادل أندرو تشاك أن معظم مواقع الإنترنت الإقناعية تركز على حمل المستخدمين على الشعور بالراحة تجاه اتخاذ قرارات ومساعدتهم على التصرف وفق هذه القرارات.

### الإقناع عبر المحفزات الاجتماعية
استخدمت الأبحاث السابقة في المحفزات الاجتماعية أيضًا مثل المنافسة بغية الإقناع. عبر وصل مستخدم بمستخدمين آخرين، مثل زملاء العمل أو الأصدقاء والعائلات، يمكن لتطبيق الإقناع تطبيق محفزات اجتماعية على المستخدم لتعزيز تغيرات سلوكية. تسهل مواقع التواصل الاجتماعي أيضًا مثل فيسبوك وتويتر تطوير أنظمة كهذه. بُرهن أن التأثير الاجتماعي يحث تغييرات سلوكية أكبر من وقتما يكون المستخدم منعزلًا.